# Wilhelm Mühlbächer
Wilhelm Mühlbächer (* 14. Juli 1915; † nach 1951) war ein deutscher Fußballspieler. In der höchsten Spielklasse des DDR-Fußballs, der Oberliga, spielte er für die BSG Fortschritt Meerane.

## Sportliche Laufbahn
Nach seiner Übersiedlung aus Siebenbürgen, wo er bei Urania Sighișoara gespielt hatte, stand er auf deutschem Boden für die Mannschaften von Arminia Schönefeld Leipzig und der SG Grimma auf dem Platz. In den ersten beiden Spieljahren der neu gegründeten Oberliga im DDR-Fußball lief der im damaligen Königreich Rumänien geborene Mühlbächer für die BSG Fortschritt Meerane auf.
Bei der Premiere 1949/50 belegte das Team aus der Textilstadt den 9. Platz, wozu der Allrounder, der vor allem in der Abwehr eingesetzt wurde, mit 25 Einsätzen als Stammspieler beitrug. In der Folgesaison wurde Fortschritt Zehnter im vergrößerten 18er-Feld. In neun Spielen konnte sich die Defensivkraft zweimal als Torschütze in der ostdeutschen Elitespielklasse auszeichnen.

## Trivia
Sein Sohn Waldemar begann seine fußballerische Laufbahn ebenfalls in Meerane und erreichte später sogar den Status eines DDR-Nationalspielers.